# Хапутале (підрозділ окружного секретаріату)
Підрозділ окружного секретаріату Хапутале — підрозділ окружного секретаріату округу Бадулла, провінції Ува, Шрі-Ланка. Складається з 26 Грама Ніладхарі.